# クルト・ハーゼ

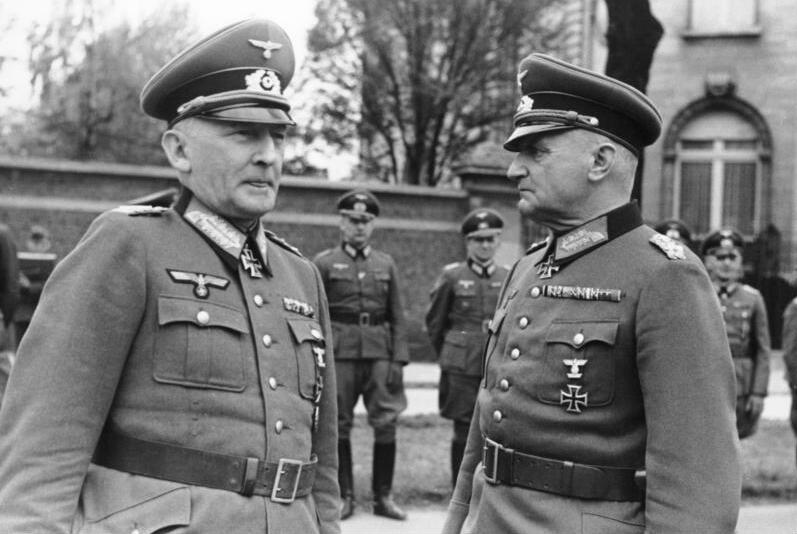
西方軍司令官エルヴィン・フォン・ヴィッツレーベン元帥（左）と話すハーゼ上級大将（1941年5月）

クルト・ハーゼ（Curt Haase、1881年12月15日 - 1943年2月9日）は、ドイツの陸軍軍人。最終階級は陸軍上級大将。

## 経歴
バート・ホネフに生まれる。1901年7月にヴュルテンベルク王国軍に入営。第一次世界大戦には当初中尉・第65砲兵連隊の中隊長として従軍、開戦二ヶ月後に大尉に昇進し、様々な師団で参謀を務める。大戦中の叙勲多数で、ホーエンツォレルン家勲章剣付き騎士十字章を受章した。
戦後もヴァイマル共和国軍に残り、1923年から1935年まで第5砲兵連隊司令官を務める。1936年3月にベルリンの第3歩兵師団長に転じる。1938年3月13日記念メダル受章。1938年11月に第III軍団司令官に就任し、第二次世界大戦勃発後の1940年11月まで務める。その間西方電撃戦においては同軍団を指揮して1940年5月にフランス軍の防御線を突破し、その功により6月に騎士鉄十字章を受章し、また上級大将に昇進した。1940年11月より総統予備（待命）となり、1941年1月に新設の第15軍司令官に任命された。1942年12月に再び総統予備となる。
1943年、心臓病のためベルリンで死去した。